# Dorasan (station)

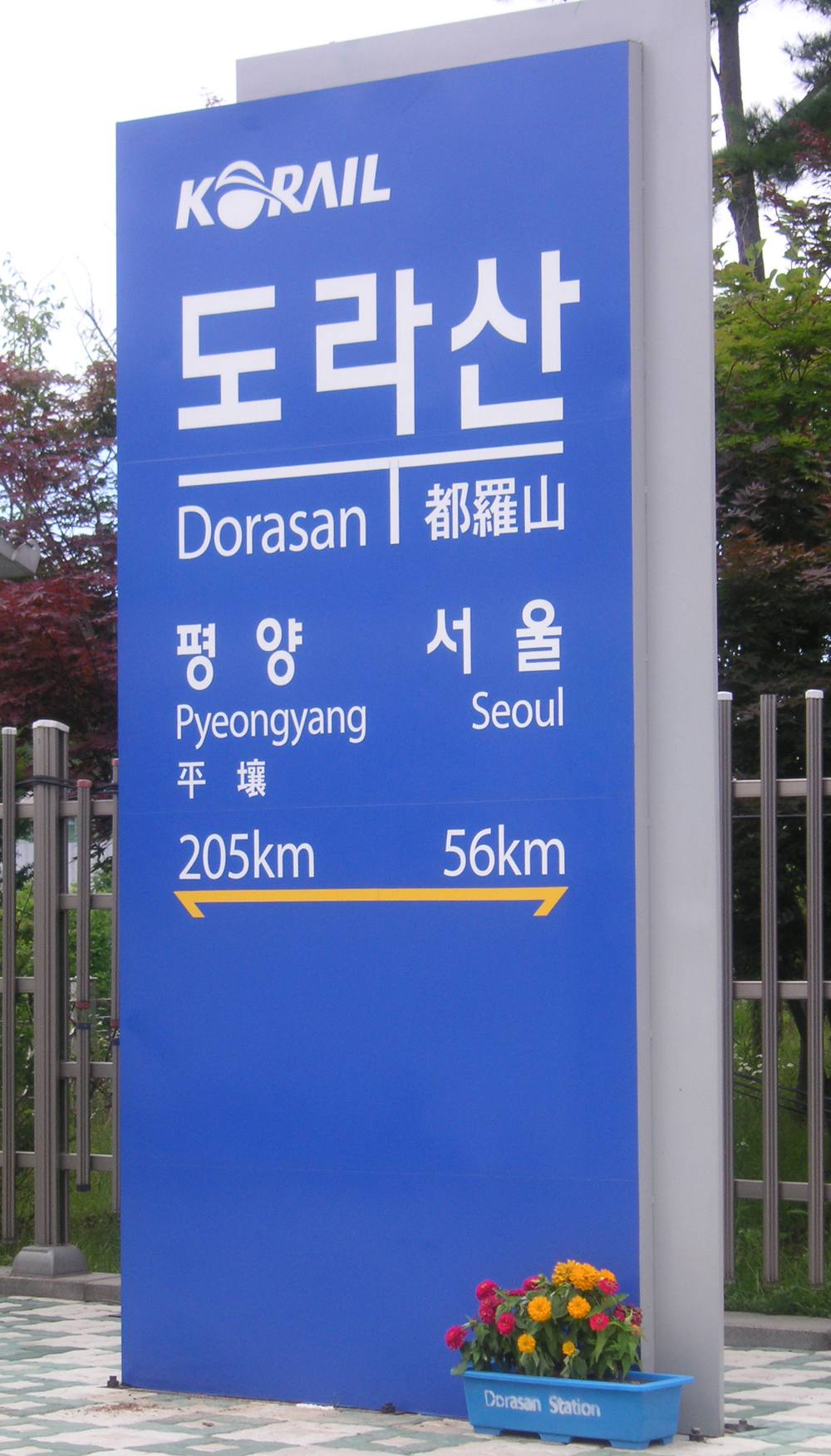
Stationsskylten

Dorasan är en järnvägsstation på Gyeonguilinjen som en gång sammanlänkade Syd- och Nordkorea och som sedan 11 december 2007 åter gör det. Den ligger i Koreas demilitariserade zon i Jangdan-myeon i kommunen Paju. 

## Galleri

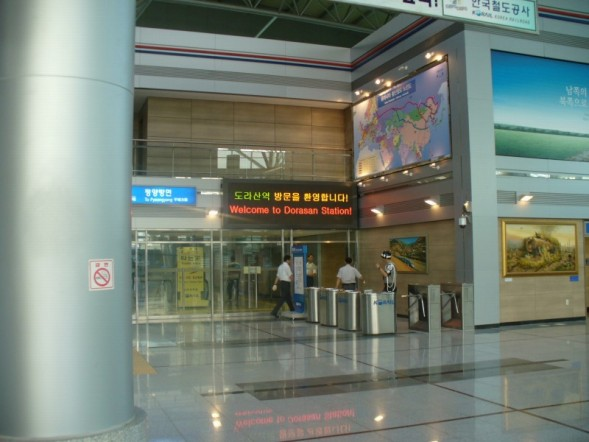
Inuti stationen